# Hanna-Maria Seppälä
Hanna-Maria Seppälä - (13 de desembre de 1984 a Kerava, Finlàndia), amb 1'73 m d'altura i 64 kg de pes, és una nedadora finlandesa especialista en proves de velocitat i campiona del món de 100 metres lliures a Barcelona 2003.
Procedeix d'una família de nedadors, i va començar a practicar aquest esport amb 5 anys en el Club Keravan Uimarit de la seva localitat natal.
Amb sol 15 anys va participar en els Jocs Olímpics de Sydney 2000, on va ser l'esportista finlandesa més jove. Aquest mateix any es va proclamar a Dunkerque campiona d'Europa de 50 i 100 metres lliures en categoria junior.
El major èxit de la seva carrera esportiva fins al moment és la medalla d'or en els 100 lliures en els Campionats del Món de Barcelona 2003, on va batre a l'australiana Jodie Henry i a la nord-americana Jenny Thompson.
També ha estat dues vegades campiona d'Europa dels 100 m estils en piscina curta, a Trieste 2005 i Hèlsinki 2006.
Un altre dels seus èxits importants és la medalla de plata en els 100 m estils dels mundials en piscina curta de Xangai 2006.
Actualment és una de les millors nedadores europees i una de les esportistes més populars al seu país.

## Resultats
| Any  | Competició                            | Lloc                    | Lloc | Marca                               |
| ---- | ------------------------------------- | ----------------------- | --- | ----------------------------------- |
| 1999 | Campionats d'Europa Júnior            | Moscou, Rússia          | 3ª en 50 m lliures 4ª en 100 m lliures                                                                     | 26,48 57,69                         |
| 2000 | Campionats del Món en Piscina Curta   | Atenes, Grècia          | 8ª en 100 m estils                                                                                         | 1:03,84                             |
| 2000 | Campionats d'Europa en Piscina Llarga | Hèlsinki, Finlàndia     | 14ª en 50 m lliures 12ª en 100 m lliures                                                                   | 26,24 56,72                         |
| 2000 | Campionats d'Europa Junior            | Dunkerque, França       | 1ª en 50 m lliures 1ª en 100 m lliures                                                                     | 26,07 56,69                         |
| 2000 | Jocs Olímpics                         | Sydney, Austràlia       | 28ª en 50 m lliures 18ª en 100 m lliures                                                                   | 26,21 56,68                         |
| 2000 | Campionats d'Europa en Piscina Curta  | València, País Valencià | 5ª en 100 m estils                                                                                         | 1:02,63                             |
| 2001 | Campionats del Món en Piscina Llarga  | Fukuoka, Japó           | 29ª en 50 m lliures 17ª en 100 m lliures                                                                   | 26,23 56,39                         |
| 2001 | Campionats d'Europa en Piscina Curta  | Anvers, Bèlgica         | 5ª en 50 m lliures 8ª en 100 m estils                                                                      | 25,04 1:02,88                       |
| 2002 | Campionats d'Europa en Piscina Llarga | Berlín, Alemanya        | 14ª en 50 m lliures 11ª en 100 m lliures                                                                   | 26,03 55,84                         |
| 2002 | Campionats d'Europa en Piscina Curta  | Riesa, Alemanya         | 6ª en 50 m lliures 8ª en 100 m estils                                                                      | 25,25 1:03,13                       |
| 2003 | Campionats del Món en Piscina Llarga  | Barcelona, Catalunya    | 10ª en 50 m lliures 1ª en 100 m lliures                                                                    | 25,39 54,37                         |
| 2003 | Campionats d'Europa en Piscina Curta  | Dublín, Irlanda         | 5ª en 50 m lliures 3ª en 100 m lliures                                                                     | 24,79 53,46                         |
| 2004 | Campionats del Món en Piscina Curta   | Indianapolis, EUA       | 16ª en 50 m lliures 5ª en 100 m lliures 4ª en 100 m estils 19ª en 100 m esquena                            | 25,42 54,39 1:01,23 1:03,13         |
| 2004 | Campionats d'Europa en Piscina Llarga | Madrid, Espanya         | 12ª en 50 m lliures 7ª en 100 m lliures 17ª en 100 m esquena 11ª en 4x100 m lliures 13ª en 4x100 m estils  | 25,88 55,36 1:04,82 3:57,40 4:23,00 |
| 2004 | Jocs Olímpics                         | Atenes, Grècia          | 24ª en 50 m lliures 12ª en 100 m lliures                                                                   | 26,01 55,59                         |
| 2004 | Campionats d'Europa en Piscina Curta  | Viena, Àustria          | 10ª en 50 m lliures 8ª en 100 m lliures 6ª en 100 m estils 7ª en 4x50 m estils                             | 25,34 55,07 1:02,23 1:52,85         |
| 2005 | Campionats del Món en Piscina Llarga  | Mont-real, Canadà       | 14ª en 50 m lliures 9ª en 100 m lliures                                                                    | 25,70 55,32                         |
| 2005 | Campionats d'Europa en Piscina Curta  | Trieste, Itàlia         | 5ª en 50 m lliures 2ª en 100 m lliures 1ª en 100 m estils                                                  | 24,65 53,36 1:00,71                 |
| 2006 | Campionats del Món en Piscina Curta   | Xangai, Xina            | 6ª en 50 m lliures 4ª en 100 m lliures 2ª en 100 m estils 20ª en 50 m braça                                | 24,87 53,78 1:00,74 32,67           |
| 2006 | Campionats d'Europa en Piscina Llarga | Budapest, Hongria       | 15ª en 50 m lliures 5ª en 100 m lliures 26ª en 50 m papallona 31ª en 100 m papallona 12ª en 4x100 m estils | 25,66 55,05 27,74 1:02,26 4:20,79   |
| 2006 | Campionats d'Europa en Piscina Curta  | Hèlsinki, Finlàndia     | 3ª en 50 m lliures 4ª en 100 m lliures 1ª en 100 m estils 7ª en 4x50 m estils                              | 24,57 53,29 1:00,45 1:50,99         |